# Dzamyn Üüd
Dzamyn Üüd (mong. Замын-Үүд) – miasto w południowo-wschodniej Mongolii, w ajmaku wschodniogobijskim, w somonie Dzamyn Üüd, przy granicy z Chinami, 218 km od Sajnszandu, stolicy ajmaku. W 2010 roku liczyło ok. 13,3 tys. mieszkańców. Miasto położone jest na linii Kolei Transmongolskiej (stacja kolejowa Dzamyn Üüd) i stanowi ważny punkt tranzytowo-przeładunkowy. 
W mieście znajdują się dwa mongolsko-chińskie przejścia graniczne: kolejowe ze stacją graniczną (jedyne kolejowe przejście graniczne pomiędzy tymi krajami) i drogowe.
W Dzamyn Üüd działa także strefa wolnego handlu zajmująca 900 ha powierzchni.